# Pohemtenga
Pohemtenga est une commune rurale située dans le département de Diabo de la province du Gourma dans la région de l'Est au Burkina Faso.

## Géographie
Pohemtenga est situé à 6,5 km à l'Ouest de Diabo, le chef-lieu du département.

## Santé et éducation
Le centre de soins le plus proche de Pohemtenga est le centre de santé et de promotion sociale (CSPS) de Diabo.